# Den stora vreden
Den stora vreden är en roman av Olof Högberg (fullständigt namn Den stora vreden: Nordsvenska öden ur häfd och sägen) och även en teaterpjäs med manus av Sven Viksten som bygger på boken. En kort version på 400 sidor betitlad Den stora vreden gavs ut i början av 1906. Den fullständiga versionen i tre band på totalt 1200 sidor kom ut i slutet av samma år. 
Olof Högberg fick tidningen Iduns litteraturpris 1905 för ett manuskript betitlat Nordsvenska öden ur hävd och sägen, men han hade arbetat på sitt verk i olika former under många år.   

## Romanfigurer
Mytiska figurer såsom Gråe jägarn, årskamrat med gråberget och småfolkets försvarare, har en framträdande plats i boken, men även personer ur överheten (prästerskap och offentlig förvaltning) som i vissa fall funnits i verkligheten. Verket har inslag av sägenartat epos och en del av råmaterialet kommer från gammal norrländsk folktradition, men större delen av det berättade torde vara Högbergs egen skapelse.

## Språk
Språket är arkaiserande med inslag av såväl riktigt gammaldags kanslisvenska och ålderdomliga ord som bevarats i norrländska dialekter - ett sådant som Högberg med förtjusning spred är översåte. Redan som nyutgivet ansågs verket inte lättläst, men samtidigt är det ett av de första större uttrycken för norrländsk historia och folktradition i svensk skönlitteratur.

## Teater
Teaterpjäsen spelades somrarna 1988 och 1989 av Folkteatern i Gävleborg, i regi av Peter Oskarson – en maratonföreställning, sex timmar lång inklusive mat- och kaffepaus. Föreställningen framfördes i Iggesunds gamla valsverk, och i en gasklocka i Gävle. Den viktiga rollen Gråe jägarn spelades av Rolf Lassgård. Musiken i föreställningen bestod både av traditionella låtar och visor och nykomponerat material. Susanne Rosenberg var kväderska i föreställningen och skrev och arrangerade tillsammans med Sven Ahlbäck det vokala materialet. Musikgruppen Hedningarna var musiker under föreställningen, arrangerade och komponerade den instrumentala musiken och en stor del av materialet kom senare att ingå på deras första utgivna album. Ale Möller var musikansvarig. Leif Stinnerbom skapade koreografin och var ansvarig för dansen i föreställningen.